# Falsomesosella robusta
Falsomesosella robusta är en skalbaggsart som beskrevs av Maurice Pic 1944. Falsomesosella robusta ingår i släktet Falsomesosella och familjen långhorningar. Inga underarter finns listade i Catalogue of Life.